# Чарльз Думас
Чарльз Еверетт Думас (англ. Charles Everett Dumas; нар. 12 лютого 1937 — пом. 5 січня 2004) — американський легкоатлет, який спеціалізувався в стрибках у висоту.

## Із життєпису
Олімпійський чемпіон зі стрибків у висоту (1956). Перед Іграми-1960 в Римі травмував коліно, внаслідок чого спромігся посісти на своїй другій Олімпіаді лише 6-те місце.
5-разовий чемпіон США зі стрибків у висоту (1955—1959).
Учасник перших двох матчевих зустрічей СРСР — США (1958—1959; обидва рази посідав 3-тє місце).
Упродовж 1961—1963 не виступав. У квітні 1964 відзначив повернення у спорт стрибком на 2,14, проте завершив змагальну кар'єру до закінчення сезону.
Ексрекордсмен світу зі стрибків у висоту (2,15; 1956).
По завершенні легкоатлетичної кар'єри працював вчителем та тренером.
Пішов з життя в 66 років.

## Визнання
- Член Зали слави легкої атлетики США (1990)